# 大阪市立川北小学校
大阪市立川北小学校（おおさかしりつ かわきた しょうがっこう）は、大阪府大阪市西淀川区にある公立小学校。
西淀川区北西部の工業地帯・住宅地を校区とする。

## 沿革
明治時代初期の学制発布に伴い、当時の西成郡中島新田（1889年町村制実施で川北村）に1873年3月3日、西成郡第五区第九番小学校（中島小学校）が設置された。この時に設置された第九番（中島）小学校が、現在の川北小学校のルーツとなっている。西淀川区で最初に開校した小学校でもある。
学校は開校当初、中島新田708番地（現在の西淀川区中島1丁目）・了願寺に校舎を設置していた。その後数度の移転を経て、1921年には西島町527番地（現在の西島1丁目・中山鋼業北側）に移転している。
校名は西成郡中島尋常小学校などの名称を経て、1905年に西成郡川北尋常小学校となった。1925年4月には川北村の大阪市への編入、および高等科の併設がおこなわれ、大阪市川北尋常高等小学校へと改称している。
1934年9月21日の室戸台風では、校舎が倒壊する被害を受けた。
国民学校令により1941年に大阪市川北国民学校と改称された。太平洋戦争の戦局悪化により1944年には学童疎開を実施することになった。西淀川区の国民学校の学童集団疎開先は香川県が割り当てられ、川北国民学校の児童は香川県小豆郡草壁町・安田村（小豆島・いずれも現在の小豆島町）へと集団疎開をおこなっている。
1945年7月の大阪大空襲では、木造校舎を一部焼失する被害を受けた。
学制改革により、1947年に現在の校名・大阪市立川北小学校となった。
1950年9月のジェーン台風では、校舎が床上浸水する被害を受けた。また校区の被害も大きく、児童6人が台風の犠牲になっている。また1961年9月の第2室戸台風では床下浸水の被害を受けている。
1958年には当時の校区内に出来島団地が建設された。団地の入居開始による児童数の増加に対応するため、1959年には出来島分校を新設している。出来島分校は1964年に独立し、大阪市立出来島小学校となった。
1969年1月に現在地に移転している。校舎は水害対策としてピロティ方式が取り入れられた。
1995年1月17日の阪神・淡路大震災では、校舎の一部やプールの底に亀裂が入る被害を受けた。

### 年表
- 1873年3月3日 - 西成郡第五区第九番小学校として創立。
- 1879年12月3日 - 西成郡中島小学校に改称。
- 1893年5月 - 西成郡中島尋常小学校に改称。
- 1905年4月1日 - 西成郡川北尋常小学校に改称。
- 1925年4月1日 - 川北村が大阪市に編入されたことにより、大阪市川北尋常高等小学校に改称。
- 1941年4月1日 - 国民学校令により、大阪市川北国民学校に改称。
- 1944年 - 香川県小豆郡草壁町・安田村に集団疎開。
- 1946年4月1日 - 学制改革により、大阪市立川北小学校に改称。
- 1950年9月3日 - ジェーン台風により、校舎床上浸水。
- 1959年3月 - 分校を設置。
- 1961年9月 - 第2室戸台風により、校舎床下浸水。
- 1964年4月 - 分校が大阪市立出来島小学校として独立。
- 1969年1月 - 現在地に移転。
- 1970年2月 - 大阪市教育委員会から家庭科の研究校に指定され、研究発表を実施。
- 1979年9月 - 大阪市教育委員会から算数科の研究校に指定され、研究発表を実施。
- 1995年1月17日 - 阪神・淡路大震災で校舎被害。
- 1997年 - 生涯学習ルームを併設。
- 2001年 - ビオトープを設置。

## 通学区域
- 大阪市西淀川区 西島1丁目・2丁目、中島1丁目・2丁目。

卒業生は基本的に大阪市立淀中学校に進学する。

## 交通
- 大阪シティバス 川北小学校前バス停。
- 阪神なんば線 出来島駅 西へ約1km。